# Commelinidae
Commelinidae Takht., 1967 è una sottoclasse appartenente alla classe delle Liliopsida.
Il raggruppamento, contemplato dal Sistema Cronquist, non è riconosciuto dalla classificazione APG IV.

## Descrizione
In essi troviamo tutti generi di piccole dimensioni, infatti tutte le specie sono piccole piante erbacee, anche se fanno eccezione i bambù.
Nella maggior parte delle specie il trasporto del polline è mediato dal vento, i fiori, infatti, sono adattati all'impollinazione anemofila, da qui si ha la scomparsa di sepali e petali vistosi. I fiori hanno tre grandi sepali e due o tre petali vistosamente colorati. 
Ad essi appartengono il gruppo delle Graminacee, preziose per l'alimentazione umana: grano, avena, segale, riso, miglio, bambù ecc.